# 葉列茨區

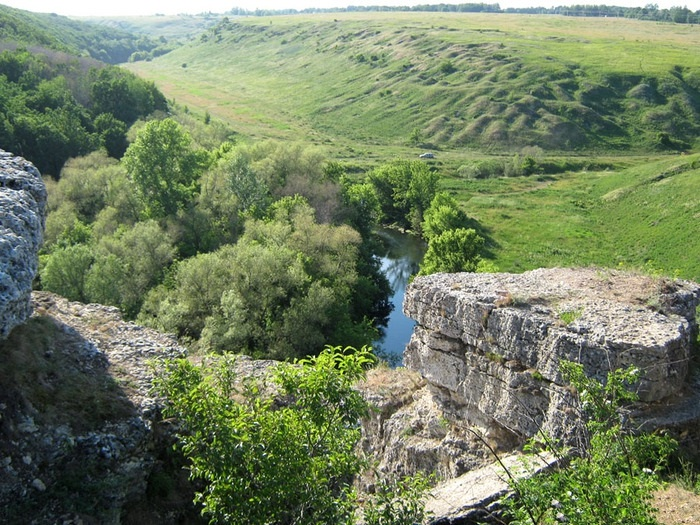

52°36′24″N 38°31′44″E / 52.60667°N 38.52889°E
葉列茨區（俄语：Елецкий район），是俄羅斯的一個區，位於該國西部，由利佩茨克州負責管轄，面積1,185平方公里，2010年該區人口30,130，人口密度每平方公里25.43人。